# Krivodol (Podbablje)
Krivodol je selo u Splitsko-dalmatinskoj županiji, u Imotskoj krajini u općini Podbablje. Prema popisu iz 2001. ima 537 stanovnika. Prema najnovijem popisu, iz 2021. ima 433 stanovnika. 

## Stanovništvo
| broj stanovnika | 614   |       | 574   | 685   | 969   | 813   | 570   | 507   | 858   | 1147  | 1184  | 878   | 731   | 685   | 537   | 457   | 422   |
|                 | 1857. | 1869. | 1880. | 1890. | 1900. | 1910. | 1921. | 1931. | 1948. | 1953. | 1961. | 1971. | 1981. | 1991. | 2001. | 2011. | 2021. |

## Kultura
U sklopu Kulturnog ljeta, u organizaciji Kulturno-umjetničke udruge Ujević, na ljetnoj kamenoj pozornici ispod kapele sv. Mihovila (iz 1779.) u Gornjim Ujevićima u Krivodolu održava se pjesnička večer imotskih pjesnika i njihovih gostiju. Prva se je održala 2011. godine. U noćima uoči sv. Lovre, pjesnici se okupljaju iznad kamenog spomenika Tina Ujevića, što ga je isklesao Ljubomir Žužul.

## Šport
- NK Kamen Krivodol
- Boćarski klub Berinovac.